# Ирландия на «Евровидении-1970»
На Евровидении 1970 Ирландию представила Дана Розмери Скэллон с песней All Kinds of Everything. Ирландия впервые заняла 1 место с 32 баллами. Наибольшее количество баллов (9) Ирландии дала Бельгия.
Выставленные очки Ирландии другими странами:
| Страна         | Количество баллов |
| -------------- | ----------------- |
| Бельгия        | 9                 |
| Франция        | 1                 |
| Германия       | 2                 |
| Люксембург     | 2                 |
| Испания        | 3                 |
| Швейцария      | 6                 |
| Нидерланды     | 5                 |
| Великобритания | 4                 |
| Всего          | 32                |

Очки, выставленные Ирландией другим странам:
| Страна         | Количество баллов |
| -------------- | ----------------- |
| Бельгия        | 1                 |
| Франция        | 3                 |
| Германия       | 2                 |
| Швейцария      | 1                 |
| Великобритания | 3                 |